# Hylaeus dubiosus
Hylaeus dubiosus är en biart som först beskrevs av Cresson 1869.  Hylaeus dubiosus ingår i släktet citronbin, och familjen korttungebin. Inga underarter finns listade i Catalogue of Life.